# Lutte Berg
Lutte Berg, egentligen Luciano Scalercio, född 30 april 1963, är en italiensk-svensk gitarrist, kompositör och orkesterledare, grundare av Flen Världsorkester.

## Biografi
Berg växte upp i Stockholm och Handen med italiensk far och svensk mor. Han började som barn spela gitarr, bildade med skolkamrater grupperna "Ägg i mössan" och "Astra Khan" och gick musiklinjerna på Södra Latins gymnasium och Skurups folkhögskola. 1983–1989 var han musikansvarig och huskompositör på då nystartade RoJ-teatern i Handen, varefter han flyttade till Italien för en internationellt utspridd musikerverksamhet med inriktning mot jazz, folk-, klassisk- och världsmusik. Han började också spela alltmer på bandlös gitarr. 
2012 återvände han med sin hustru, stråkmusikern Tina Muto, till Sverige och Malmköping. Under den pågående flyktingkrisen samlade han inom Flens kommun ihop ett 30-tal musiker med helt olika nationell och musikalisk bakgrund och bildade Flen Världsorkester med start i oktober 2015.
Han har sedan 1990 spelat in ett flertal egna album och medverkar på ett 40-tal övriga album. Han har samarbetat med musiker som Lars Demian, Mick Goodrick, Agricantus, Paul McCandless, Antonello Salis, Simon Stålspets, Roberto Gatto, Baba Sissoko, Javier Girotto, Mario Arcari, Paolo Innarella, Ares Tavolazzi, Mariella Nava, Armando Corsi, Ennio Rega, Gianluca Ruggeri och Fabrizio Sferra.
Berg spelar i flera ensembler: Lutte Berg Trio, Berg & Mutto Stringduo, Lutte Berg Ensemble, Gabriele Coen & Jewish Experience, Berg & Stålspets Gitarrduo och Berg & Ferrante Duo (med Massimo Ferrante).

## Diskografi

### Album
- 1990 – Mountains Breath
- 1993 – Santa Sofia
- 1998 – Mascarò
- 1999 – Pierluigi Balducci: “Niebla”
- 2004 – Ensemble
- 2005 – Massimo Carrano “Solemani”
- 2007 – Paolo Innarella: “Melodic Art”
- 2009 – Landskap
- 2009 – Massimo Ferrante: “Jamu”
- 2010 – Mel Trio (Mel Trio)
- 2010 – Awakening (Gabriele Coen & Jewish Experience)
- 2012 – Yiddish Melodies In Jazz (Gabriele Coen & Jewish Experience)
- 2013 – Hem